# ヴィットーリオ・エマヌエーレ2世

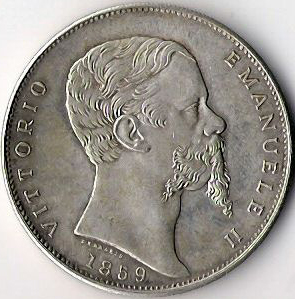
コインの肖像（1859年）

ヴィットーリオ・エマヌエーレ2世（伊: Vittorio Emanuele II di Savoia, 1820年3月14日 - 1878年1月9日）は、サルデーニャ王国の最後の国王（在位：1849年 - 1861年）、のちイタリア王国の初代国王（在位：1861年 - 1878年）。サルデーニャ国王カルロ・アルベルトとトスカーナ大公女マリア・テレーザ・ダズブルゴ＝トスカーナの長男としてサルデーニャ国王に即位する。父から引き継いだイタリア統一戦争に終止符を打ち、リソルジメントを成し遂げたことから、王国の国父（イタリア語: Padre della Patria）と呼ばれた。
ヴィットーリオ・エマヌエーレ2世は統一イタリアの象徴として国民から敬愛され、王の頭文字 "VERDI"（Vittorio Emanuele Re d'Italia, ヴィットーリオ・エマヌエーレ・レ・ディタリャ、 イタリア国王ヴィットーリオ・エマヌエーレ）と呼ばれた。同時代のイタリア・ロマン派音楽の作曲家ジュゼッペ・ヴェルディの名前とも合致したことから、統一戦争の頃には両者を讃えて「"viva! verdi!"」の言葉がイタリア全土で流行した。

## 生涯

### 生い立ち
1820年3月14日、サヴォイア王国の首都トリノにおいて、王家であるサヴォイア家の一族として生まれた。エマヌエーレ2世の父カルロ・アルベルトは、サヴォイア家支流でカリニャーノ公トンマーゾ・フランチェスコを祖とするサヴォイア＝カリニャーノ家の当主であった。
サルデーニャ国王ヴィットーリオ・アメデーオ3世の息子たちは男子に恵まれず、カルロ・エマヌエーレ4世、ヴィットーリオ・エマヌエーレ1世、そして末弟カルロ・フェリーチェ、と兄弟間で王位が継承された末、サヴォイア本家は断絶した。そこで、サリカ法を採るサヴォイア家の継承法に基づき、存続していた分家で最も本家と近かったサヴォイア＝カリニャーノ家のカルロ・アルベルトがサルデーニャ国王となった。同時に、まだ幼少であったエマヌエーレ2世と弟アルベルトは王子の称号を与えられ、王宮や母方の祖父であるトスカーナ大公フェルディナンド3世の下で子供時代を過ごした。
1842年、エマヌエーレ2世は父方の叔母マリーア・エリザベッタの娘マリーア・アデライデと従兄妹婚を行う。叔母の夫はハプスブルク家の皇族であったロンバルド＝ヴェネト副王ラニエーリ（ライナー・ヨーゼフ）大公であり、一族の結束と政略結婚の双方を意図していた。
歴史家のロザリオ・ロメーオによれば、エマヌエーレ2世のパーソナリティーは軍人肌で、「粗野でうぬぼれが強く、あまり教育を受けていないが、政治的直観と陰謀に長けている」人物だったという。

### 父王の退位
1848年は、1848年革命と呼ばれる革命運動が欧州各国で発生した。
父王カルロ・アルベルトは王制の転覆を恐れ、1848年3月4日に欽定憲法であるアルベルト憲章を発布した。カルロ・アルベルトは「憲法」でなく「憲章」という語を使用したが、フランス革命で革命派が「憲法」を制定したことで「憲法」という語には反君主制という負のイメージが付きまとっていたことによる。アルベルト憲章で一番注目されるのは、議会が設置され代議制が確立したことである。議会は二院制で上院議員は国王が任命権を持つが、下院議員は公選制度によって選出されることになった。しかし納税額に基づいて選挙権が与えられる制限選挙で普通選挙ではなかった。選挙権が与えられたのはサルデーニャ王国の全人口480万人のうち約1.7%にあたる8万人に過ぎなかった。
オーストリアでは革命運動で宰相クレメンス・フォン・メッテルニヒが退陣に追い込まれた。オーストリアの支配下にあったヴェネツィアとミラノにも波及し、ミラノではミラノの5日間と呼ばれる民衆反乱が発生し、ヴェネツィアでは自由主義者のダニエーレ・マニンを長とする臨時政府が樹立された。ミラノの自由主義者らはサルデーニャ国王のカルロ・アルベルトに介入を要請した。カルロ・アルベルトは自由主義者らを懐柔したいという思惑もあって、これに応える形で同年3月23日にオーストリアに宣戦布告を行った（第一次イタリア独立戦争）。なお国王カルロ・アルベルトは、これまでの伝統的な王国の国策を踏襲したにすぎずイタリア全土を統一することは考えていなかった。オーストリアが支配するロンバルディア地方はイタリア有数の経済力のある地域だったので、サルデーニャ王国はロンバルディア地方へ版図拡大を図ることを国策にしていた。
サルデーニャ軍の戦局は不利に進み、難局を上手く乗り切ることができずサルデーニャの首相はコロコロと交代した。サルデーニャ軍はミラノを放棄したため、ヨーゼフ・ラデツキーが指揮するオーストリア軍は1848年8月6日にミラノに入城した。8月9日にサルデーニャ王国はオーストリアと休戦協定を結んだ。
サルデーニャ王国では共和主義者らが勢力を伸長した。国王カルロ・アルベルトは君主制維持のためには王国の威信を図る必要があると考え、先の休戦協定は国辱的であったとして再度オーストリアと戦うことを決断し、1849年3月20日に開戦した。しかしサルデーニャ軍は開戦からわずか３日後の3月23日にノヴァーラの戦いで惨敗し、権威を失墜したカルロ・アルベルトは同日に退位しポルトガルへ亡命した。ちなみにヴェネツィアのダニエーレ・マニンを長とする臨時政府も同年8月にオーストリア軍に滅ぼされている。ラデツキー行進曲は第一次イタリア独立戦争でのラデツキーの功績を称えて作曲された曲としてよく知られている。
父王の退位に伴いエマヌエーレ2世が新国王に即位した。エマヌエーレ2世は自らオーストリアのヨーゼフ・ラデツキーと交渉して休戦協定に署名した。エマヌエーレ2世はラデツキーに、現状の問題は父王が共和主義者（民主主義者）らと安易に手を組んだ結果引き起こされたもので、「父王は愚か者だ」と語ったという。この休戦協定に不満を持つ共和主義者らは継戦を求める騒擾事件を起こしたが、ラ・マルモラが率いる軍を差し向けこれを鎮圧した。
エマヌエーレ2世ははじめ軍人のクラウディオ・ガブリオレ・デ・ローネーを首相に任命したが難局に上手く対処できず、1849年5月に穏健自由主義者のマッシモ・ダゼーリョを新たな首相に任命した。ダゼーリョ内閣はまずオーストリアとの休戦協定を議会に批准させるという問題に直面した。当時の議会の多数派勢力はオーストリアとの継戦を主張し、協定の批准は困難だった。そこでダゼーリョは、下院の解散・総選挙を行い、議会勢力を塗り替えることを目論んだ。ダゼーリョは、下院を解散した上で、国王がアルベルト憲章を尊重すると宣言し、継戦派の共和主義勢力を抑え込み穏健自由主義者候補への投票を誘導する策をエマヌエーレ2世に進言した。エマヌエーレ2世はダゼーリョの策を受け入れ、下院を解散し、アルベルト憲章を尊重すると謳ったモンカリエーリ宣言を発表した。選挙の結果は穏健自由主義者の圧勝で、休戦協定は批准された。
首相のダゼーリョはエマヌエーレ2世を、「先王が定めた立憲君主制を遵守する近代的な国王」というイメージを創り上げて神格化することに努めた。エマヌエーレ2世は大衆から「紳士王」と呼ばれるようになった。なおこれは偽りの偶像化でエマヌエーレ2世は絶対王政を志向していた。しかしエマヌエーレ2世は内閣制によって大臣らに政治的責任を転嫁できる利点に気づいたため、エマヌエーレ2世はダゼーリョや次の首相のカヴールらの護憲の要求を受け入れ、立憲制そのものの破壊を企てることはなかった。ただしアルベルト憲章は国王の絶対的権力を認め、内閣が議会に責任を負うことが明文化されていない、国民の権利に言及しているのは全84条のうち9条しかないなど、近代的な憲法とは程遠いものだった。（ただし王政が廃止されイタリア共和国憲法が施行される1948年までアルベルト憲章は効力を持っていた。）

### カトリック教会との対立激化

#### シッカルディ法案

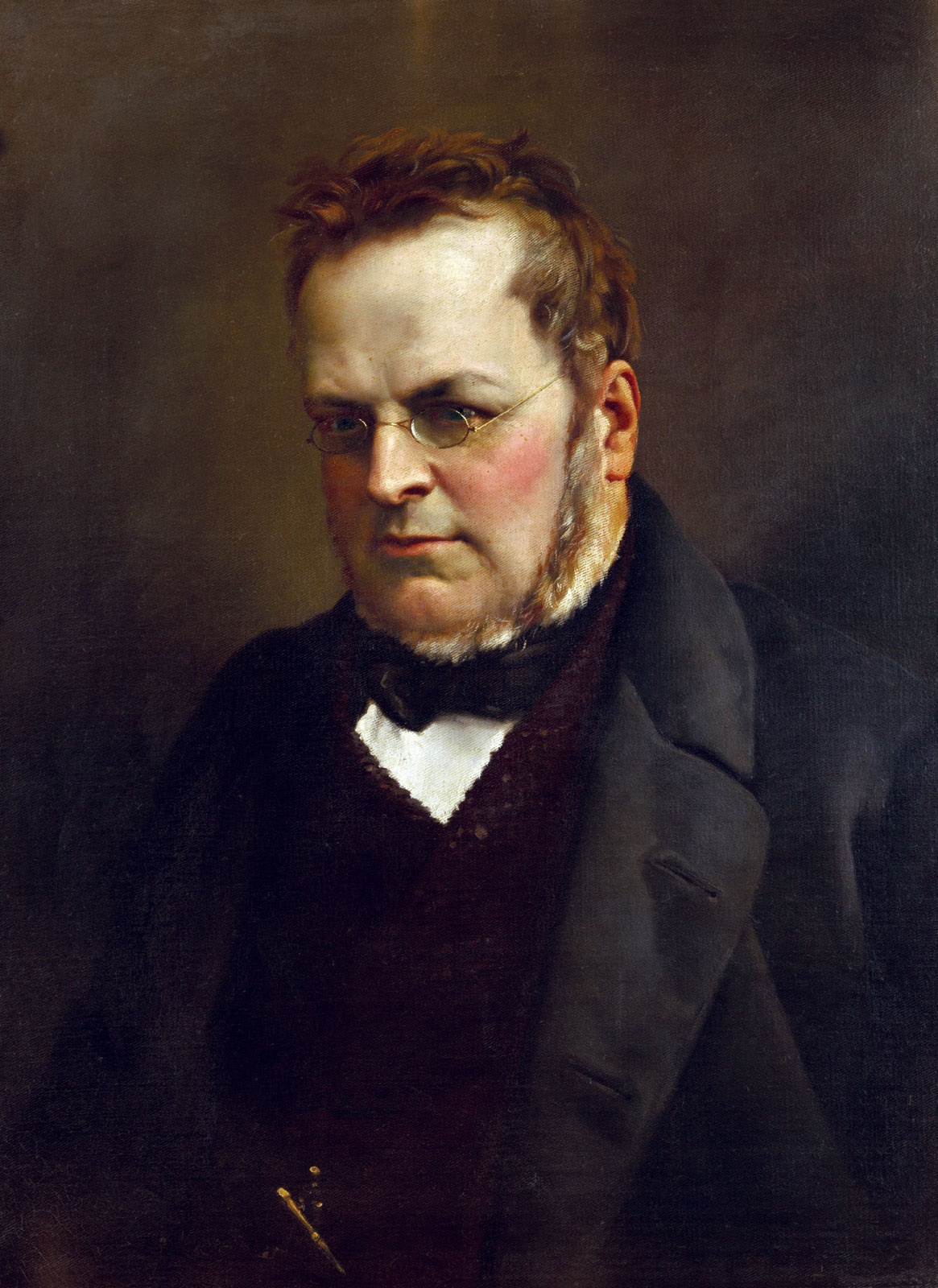
カミッロ・カヴール

カトリック教国のサルデーニャ王国の教会はアジール権などの中世的な特権を近代になっても保持していたが、1849年に発足した自由主義者マッシモ・ダゼーリョを首班とする内閣はそれの廃止を目論んだ。法務大臣のジュセッペ・シッカルディは、教会のアジール権の廃止などを定めたシッカルディ法案を議会に提出した。この法案提出者はシッカルディだが、法案を実際に起草したのは当時一介の議員だった自由主義者のカミッロ・カヴールではないかと指摘されている。ローマ教皇ピウス9世は法案を可決しないようサルデーニャ王国に圧力をかけたが、法案は議会で可決された。

#### 民事婚法案
続いて首相のダゼーリョは民事婚法の制定を目指した。サルデーニャ王国では国教のカトリックの教義に基づく宗教婚しか認められていなかったが、民事婚法案は、行政機関に婚姻届を届け出れば婚姻関係を認めるという内容だった。ピウス9世は、またしてもサルデーニャ王国に圧力をかけ、法案を廃案に追い込もうとした。よく言えば敬虔・悪く言えば迷信深いエマヌエーレ2世はピウス9世の意向を踏まえて民事婚法案に反対の立場を表明した。これを受けてダゼーリョは民事婚法案の成立を断念し内閣総辞職をエマヌエーレ2世に申し出た。ダゼーリョは後任の首相にカミッロ・カヴールを推挙した。
エマヌエーレ2世はカヴールを首相に任じる代わりに、民事婚法案を成立させないようにすることをカヴールに迫ったが、その法案に賛成していたカヴールはエマヌエーレ2世の要求を拒絶し、首相の任官も拒否した。しかしエマヌエーレ2世はカヴールに代わる首相適任者を見出すことができなかったので、不本意ながら民事婚法案に関する条件を付けずに1852年11月にカヴールを新首相に任命した。
カヴールと国王エマヌエーレ2世は常に対立の連続だった。エマヌエーレ2世はカヴールの死まで何度も別の政治家を首相の座に据えようと何度も試みたが、議会（下院）に強固な支持基盤を持つカヴールに代わる政治家を見出すことができず不本意ながらカヴールを続投させていた。前首相のマッシモ・ダゼーリョはエマヌエーレ2世に最大限の敬意を払う姿勢を見せていたが、カヴールは（敬意はうわべだけで）あまりそういった姿勢を取らなかった。エマヌエーレ2世は、王がこの国の最高権力者であるということを忘れ、議会の信任を得ていることを盾に傲慢にふるまうカヴールの態度も不満だった。

#### カラビアーナ危機

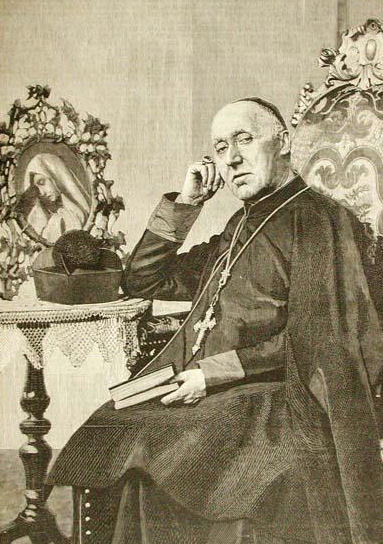
ルイージ・カラビアーナ

カヴール内閣は、前内閣の国内のカトリック教会の特権を廃止する政策を引き継いだ。カヴール内閣は、修道院を廃止してその財産を国有化し、国家財源に充てるというウルバーノ・ラッタッツィが起草した修道院法案を議会に提出した。修道院法案には国家予算による聖職者への生活手当の廃止も定められていた。カヴールは修道院の修道士を「労働を拒絶する、近代的価値観に反する存在」だと批判した。この法案は1855年3月に下院を通過したが、保守勢力の牙城になっていた上院で激しい反対に遭った。上院議員で大司教のルイージ・カラビアーナが法案反対の中心人物だった。もともとカトリック教国のサルデーニャ王国は敬虔なカトリック信徒が多く、カヴールを批判する世論もあり、修道院法案の廃案を求める署名は10万人を数えた。
ピウス9世は、修道院法案に関わる者全てを公会議で定められた規則通りに処罰（破門）すると脅迫した。エマヌエーレ2世もこの法案に反対の意向を示した。1855年の1月から2月にかけて、エマヌエーレ2世の母（マリア・テレーザ）、妻（マリーア・アデライデ）、弟（ジェノヴァ公フェルディナンド）が相次いで死去した。聖職者らは修道院を邪険に扱ったことで神罰を受けたと喧伝したが、迷信深いエマヌエーレ2世はそれを信じ込んだ。エマヌエーレ2世はピウス9世に対して「修道院法を成立させないようにする」という手紙を書いた。エマヌエーレ2世の根回しもあり1855年4月に修道院法案は上院で否決された。カヴールと、法案に強く賛同していたラッタッツィは、エマヌエーレ2世の御前に呼び出され妥協するよう求められたが、二人は意思を変えるつもりは全くなかった。ラッタッツィとエマヌエーレ2世の間では激しい言葉の応酬があったという。妥協する意思のないカヴールは内閣総辞職を決定し、第一次カヴール内閣は崩壊した。一連の政治的騒動は上院議員ルイージ・カラビアーナの名前を取って、カラビアーナ危機と呼ばれる。カラビアーナ危機は近代的な政教分離の原則に真っ向から反するものだった。
カヴールの傲慢な性格を嫌っていたエマヌエーレ2世は、軍人のジャコモ・デュランドを首相とする内閣を発足させ、この難局を乗り切ろうとした。しかしデュランドが下院で多数を占める自由主義者の大物政治家らに入閣を打診しても、みな拒絶されてしまい組閣できなかった。前首相のダゼーリョは「修道士の悪だくみに騙されてならない」とエマヌエーレ2世に上奏した。エマヌエーレ2世は結局、デュランド内閣の発足を諦め、渋々カヴールを再び首相に任命した。
カヴールは、修道院が完全に廃止されるまでは、修道士はそこに住んでいて良いとする経過措置を加えた修正修道院法案を再び議会に提出した。法案は5月22日に上院でかろうじて可決され成立した。カヴールは民事婚法案も併せて提出しこちらも成立した。ピウス9世は宣言していた通り、同年7月26日に法案成立に関与した国王エマヌエーレ2世、首相カヴールとその閣僚ら、賛成した議員らを全員破門した。しかしエマヌエーレ2世の破門は死の直前に取り消すと約束した。ちなみに修道院法の廃止適用を受けたのは335施設、修道士男性3,733名、修道士女性1,756名だった。
カラビアーナ危機はサルデーニャ王国国政の政教分離・世俗化の過程で生じたもので、後のオットー・フォン・ビスマルクとの文化闘争と同質のものだったと考える識者もいる。

### クリミア戦争

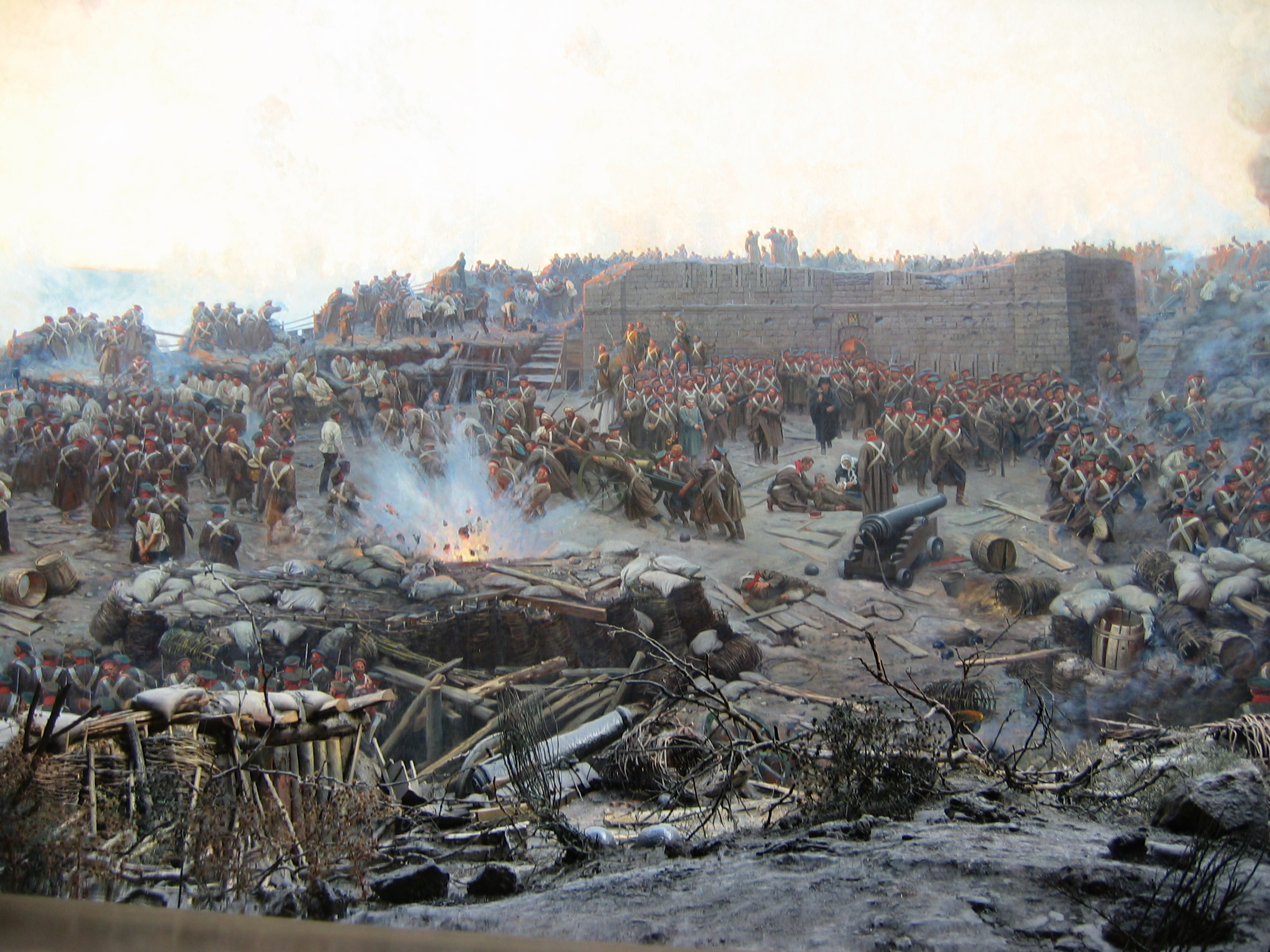
セヴァストポリ包囲戦

1854年3月にイギリスとフランスはロシアに宣戦布告し、クリミア戦争が勃発した。
戦争は長期化し、イギリスはサルデーニャ王国に対して参戦（援軍）を要請した。国王エマヌエーレ2世は参戦を希望したが、軍人肌のエマヌエーレ2世は参戦に決まれば自ら兵を率いて出陣するつもりだった。首相カヴールはクリミア戦争の意義・必要性に疑問をもっていたがイギリス・フランスに恩を売っておく好機と捉え、1855年1月に参戦を決定した。かつてサルデーニャ王国は第一次イタリア独立戦争で大国オーストリアに惨敗したので、カヴールは自国独力でのロンバルディア奪取は不可能だと考えていた。イギリスは参戦の見返りにサルデーニャ王国に代価を支払うと申し出たが、カヴールは自国の軍隊を傭兵のように扱われることを嫌い、これを拒絶した。しかしカヴールは派兵によって手薄になった隙にオーストリアが自国に攻め込んでくることを警戒し、サルデーニャ王国が攻撃を受けた時には英仏に自国を支援することを約束させている。
様々な論争があったが、サルデーニャ王国は約18,000名の兵をクリミアに派兵した。カヴールは自ら出陣するつもりのエマヌエーレ2世を封じ、ラ・マルモラに軍を率いさせた。カヴールはラ・マルモラに「司令官殿、あなたは御自身の軍鞄の中にイタリアの未来を入れておられるのです」という、はなむけの言葉を贈った。サルデーニャ軍は1855年5月9日にクリミアに到着した。同年8月のセヴァストポリ要塞の陥落でクリミア戦争は終結したが、サルデーニャ軍は約2,000名の死者を出した。しかしほとんどはコレラによる病死だった。これは、サルデーニャ軍には、主に実戦よりも監視の役割を与えられていたことによる。カヴールにとってはサルデーニャ軍がクリミアに到着してから大した戦果を挙げられぬまま短期間で戦争が終結してしまったことは誤算だった。ラ・マルモラはカヴールに手紙で「戦争があと数か月ほど続いていれば我が軍は素晴らしい軍功を挙げることができたでしょう」と述べている。カヴールはサルデーニャ軍をセヴァストポリ要塞への最終攻勢（マラコフの戦い）に加えたがっていたが、サルデーニャ軍の統帥権を首相が掌握しておらず（国王や高級将官らが統帥権を握っていた）カヴールの思い通りにはならなかった。サルデーニャ軍の統帥権を巡る問題は第二次イタリア独立戦争で再び表面化し、カヴールはエマヌエーレ2世と激しく対立することになる。
サルデーニャ軍の実戦はチョルナヤの戦い（自軍の戦死者14名）程度だったが、その戦いの戦果が政府によって著しく誇張されて喧伝され、自軍の誇らしい武勇伝であるかのように民族主義者や愛国者らによって語られることになった。

### オーストリアとの戦争
1858年7月21日にカヴールは、プロンビエールでナポレオン３世と密談を行った（プロンビエールの密約）。ナポレオン３世は、サルデーニャ王国が、オーストリアの支配下にあるロンバルディア・ヴェネツィアの奪取に軍事的に協力すると申し出た。しかしナポレオン３世はサルデーニャ王国がイタリア全土を支配することは望まず、北イタリア王国（サルデーニャ王国）、中部イタリア王国（統治者は未定）、ローマ教皇領、両シチリア王国の４つの国でイタリアを支配することを期待していると語った。密約の履行にはナポレオン３世によって三つの条件が付けられた。一つ目はオーストリア側から戦争を仕掛けさせることで、フランスにサルデーニャ王国の救援のための参戦という大義名分を与えさせることを求めた。また戦費は全てサルデーニャ王国が負担する必要があるとされた。二つ目は、密約を履行出来た際に、サルデーニャ領のサヴォワとニースをフランスに割譲することだった。三つ目は、ナポレオン３世の従兄弟にあたるナポレオン公と、国王エマヌエーレ2世の娘クロティルデとの政略結婚だった。
カヴールは、要求を呑むか一旦保留にしたいと申し出た。ナポレオン３世は「私があなたを信じるように、あなたも私を信じなさい」と言った。ナポレオン３世の要求はサルデーニャ王国にとって負担が大きく、15歳の王女クロティルデと、放蕩三昧な生活を送っていることで知られた中年のナポレオン公との縁談にはカヴールも生理的嫌悪感を覚えたが、祖国のためだと割り切って要求を呑むことにした。カヴールはこれらの要求を了承するようエマヌエーレ2世にも上奏した。カヴールはフランスが味方に付けば、サルデーニャ王国がオーストリアに勝利できると確信し、「陛下がクロティルデ王女様の縁談に同意すれば、我が軍がオーストリアのウィーンに入城するのも夢ではない」という内容の手紙をラ・マルモラに書き送った。カヴールはプロンビエールの密約を「当代で最も素晴らしい企て」と呼んだ。
1859年1月の年頭の挨拶でナポレオン３世はオーストリア大使に「残念だが我々の関係は思うほど良好でない」と言った。プロンビエールの密約について、フランスとサルデーニャ王国が秘密裏に軍事同盟を結んでいるという噂がしだいに流れ始めた（密約を看破されない程度に密約の存在を匂わすことでオーストリアを挑発する謀略だったと言われる）。エマヌエーレ2世も別の年頭の挨拶で「イタリア全土から聞こえる苦悩の叫びに無関心でいることはできない」と言った。エマヌエーレ2世の演説は、オーストリアの支配下にあるロンバルディア・ヴェネツィアの圧政を指しているのだろうと受け止められ、サルデーニャ王国がオーストリアと戦争をする日は近いと大衆に認識された。エマヌエーレ2世の演説の原稿はカヴールとナポレオン３世が準備し、「苦悩の叫び」という表現はナポレオン３世が思いついたものであるという。カヴールは、モデナで反オーストリアの反乱を起こさせ戦争の着火点にすることを目論んだが、これは不発に終わった。サルデーニャ軍とオーストリア軍は国境付近に軍を集結し始めた。
フランツ・ヨーゼフ1世は小国のサルデーニャ王国に体面を傷つけられたことを看過できず、「サルデーニャ王国が3日以内に臨戦態勢の解除に応じなければ、直ちに軍事行動を起こす」とサルデーニャ王国に通告した。
1859年4月23日にカヴールは国家総力戦の体制を整えるとして、憲法が保障する自由権を制限し、政府に全権を委任させる法案（全権付与法）を議会に提出した。全権付与法は戦時時限立法だったが、国王の了承のみで政府は法律を制定できるという内容だった。カヴールは、いま祖国は危機存亡の時にあると演説し党派を超えて議員の共感を得た。法案は圧倒的多数で可決された。カヴールは首相のほか、外務大臣・内務大臣・陸軍大臣・海軍大臣を兼職し、カヴールは実質的にサルデーニャ王国の独裁者になった（ただし軍の統帥権は掌握できなかった）。
4月27日にサルデーニャ王国はオーストリアからの最後通牒の拒絶を宣言した。4月28日にオーストリアは軍事行動を開始し第二次イタリア独立戦争が開戦した。

#### 統帥権を巡るカヴールとの対立

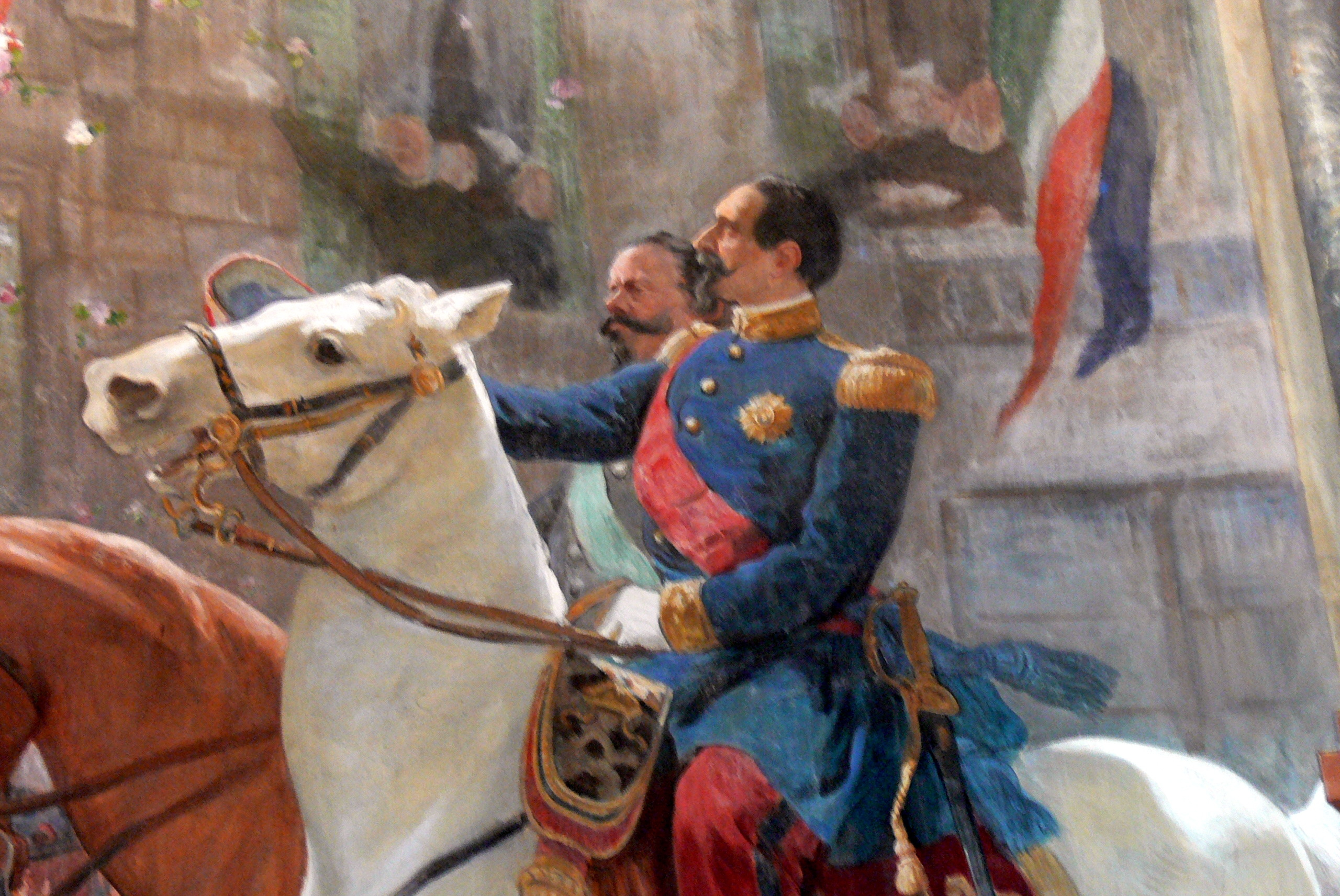
ミラノに入城するヴィットーリオ・エマヌエーレ2世とナポレオン３世

戦争が始まったので、ナポレオン3世は自国の領土拡大のためにそれを利用すべく、1859年5月3日にフランスはオーストリアに宣戦布告を行った。ナポレオン３世はフランス軍部に密約の存在を連絡していなかったので戦争の準備は全くできていなかった。オーストリア側が電撃戦の戦法を取ればフランス・サルデーニャ連合軍を各個撃破できたと考えられているが、オーストリアはその戦法を取らなかった。
カヴールは国王エマヌエーレ2世に代わって自分が軍隊の指揮を執ろうとしたが、統帥権は王にあるとしてエマヌエーレ2世と対立した。結局国王と参謀の役割を担うラ・マルモラ が出陣し、カヴールはトリノに残った。フランス軍の到着が遅れ首都トリノが敵軍の攻撃を受けるリスクが高まると、エマヌエーレ2世と高級軍人らは敵軍との直接の交戦を避けアレッサンドリアとカザーレの間に自軍を集中的に配置して、敵に心理的圧迫を加えて首都攻撃を断念させる作戦を立案し、その通りに布陣した。しかしカヴールは、首都は鉄道の結節点で軍事的に重要な拠点であり、また首都が陥落すれば士気に関わるとして、首都に迫りくる敵軍を直接迎え撃つためドーラ・バルテーアの防衛線を固め、さらにカザーレから出撃して側面攻撃を仕掛け敵の進軍を攪乱することを、繰り返しエマヌエーレ2世に書簡で要求した。自分の考えを否定する作戦を繰り返し上奏してくるカヴールに我慢の限界に達したエマヌエーレ2世は、「貴殿は朕を無能だと考えておられるのか？」と書簡でカヴールを詰問した。カヴールは「平時なら陛下からの詰問で辞任いたしますが、今は有事であり私は現職に留まります」と書簡で返答をした。仕方なくエマヌエーレ2世と高級軍人らは、カヴールの作戦を取り入れた布陣替えを検討したが、現状の布陣を見たオーストリア軍のジュライ・フェレンツ・ヨージェフはトリノ総攻撃を躊躇し攻撃を行わないことに決めたので、首都が攻撃されることもカヴールの作戦が完遂されることもなかった。
国王エマヌエーレ2世とカヴールの軍の統帥権を巡る対立は続いた。陸相のカヴールを長とする陸軍省からの兵器の供給が遅滞すると、エマヌエーレ2世は陸軍省の仕事が遅いと不満を持った。エマヌエーレ2世（とラ・マルモラ）はカヴールがあまりにも多くの大臣職を兼務していることが理由だと考えた。双方の溝は広がっていき、エマヌエーレ2世はカヴールの政敵のウルバーノ・ラッタッツィを使って内閣の倒閣を目論んだ。エマヌエーレ2世が内閣の倒閣工作を行っていることはカヴールも感づいていた。しかし表面的には次第にカヴールの側が折れ、兼務している陸相職は要請があれば他の者に譲り渡す用意があると述べた。しかしカヴールはラ・マルモラに「王が保持する統帥権は名目上だけのもので良く、実権は取り上げる必要がある」「陛下に五個師団もの大軍を統帥する能力などない」「ラ・マルモラ将軍、あなたが全軍を統帥なさった方がまだ良いかもしれない」と自分の胸中を赤裸々に書簡で述べている。エマヌエーレ2世と高級軍人らは文民政府（カヴール内閣）に軍事機密や現在の戦況の詳細を伝えようとしなかったが、カヴールは「自分はこの国の首相にもかかわらず一般人と同じくらいの情報しか提供されない」とも吐露している。

#### ヴィッラフランカの和約をめぐって

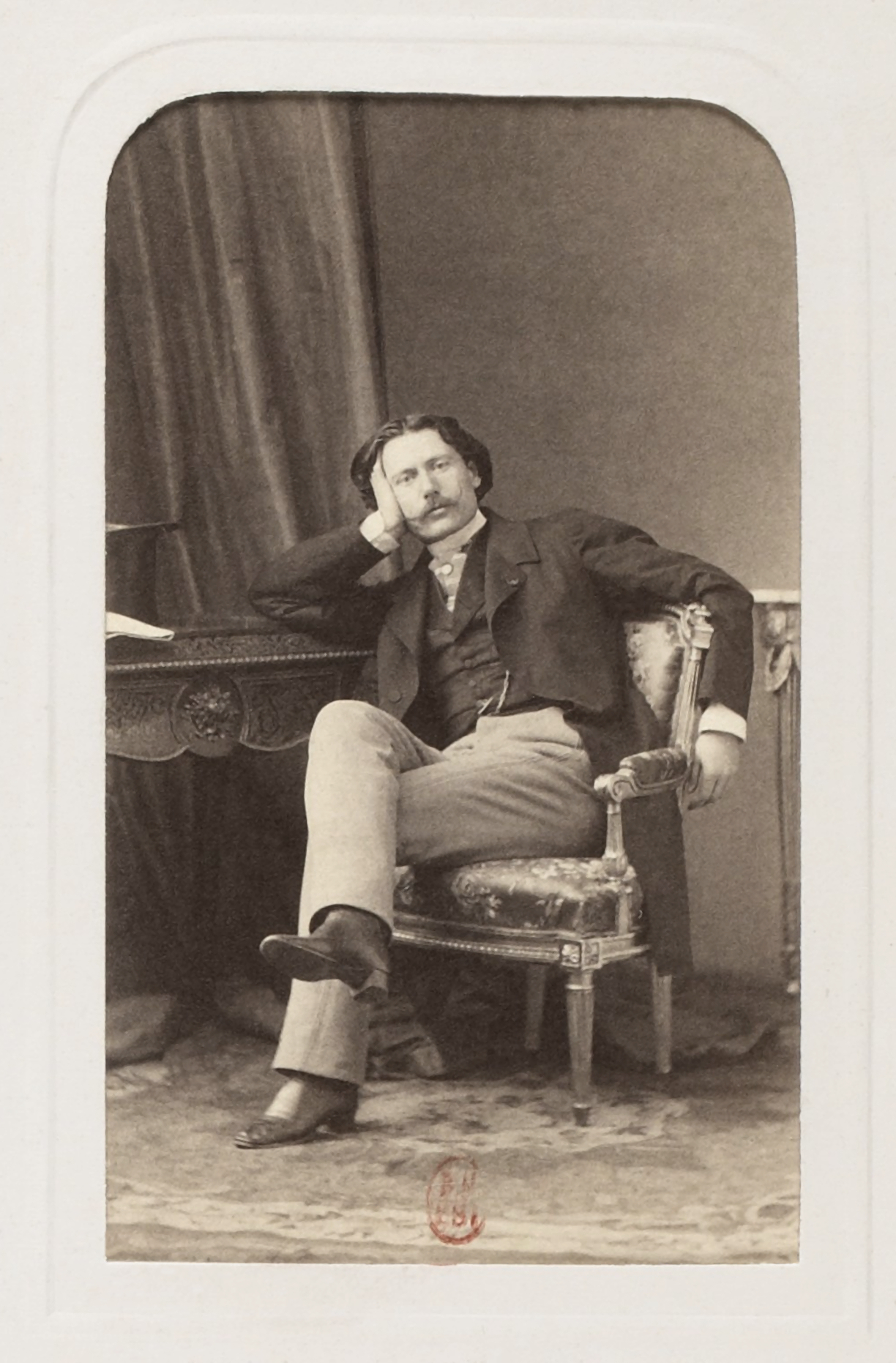
コスタンティーノ・ニーグラ

連合軍とオーストリア軍との最終決戦として6月24日にソルフェリーノの戦いが勃発した。ナポレオン３世は伯父ナポレオン１世のような天賦の用兵の才を持っていなかったので、何の作戦もなく正面攻撃を命じた。戦いは連合軍側が辛勝したが、両軍ともに膨大な数の死傷者を出した。
戦闘後にフランス軍ではチフスが流行し全軍の約4分の1が戦闘不能になった。またプロイセン軍がフランス国境に大軍を集結させているという情報もナポレオン3世の元に届いた。ナポレオン３世は同年7月6日に突如、同盟国のサルデーニャ王国に事前相談なく、オーストリア側に一時休戦を求める使者を送った。このことは同日にエマヌエーレ2世にも伝えられたが、戦略的な観点から一時的な休戦はよくあることでありエマヌエーレ2世は特に驚かなかったという。オーストリア側も休戦を承諾し8月15日までの一時休戦が決まった。
オーストリアとの一時休戦が成立した1859年7月8日にナポレオン３世とエマヌエーレ2世が会談し、フランスはオーストリアと講和を進める考えだとし、それについてエマヌエーレ2世に意見を求めロンバルディアの割譲について話し合われた。しかし講和の全体構想についての説明はなかったという。エマヌエーレ2世はカヴールに講和の可能性を連絡した。カヴールは外交官コスタンティーノ・ニーグラを伴ってエマヌエーレ2世の元へ向かった。
7月10日の朝にカヴールは出陣しているエマヌエーレ2世の元に到着した。カヴールはエマヌエーレ2世と会談したのちナポレオン公と会談した。カヴールはフランス側が講和を急いでいることを非難したが、ナポレオン公は全く耳を貸そうとしなかったという。カヴールは続いてナポレオン3世とも会談したが、こちらでは激しい言葉の応酬があった。カヴールはナポレオン３世に辛辣な言葉を浴びせ、ナポレオン３世はカヴールに対して、（エマヌエーレ2世が統帥する）サルデーニャ軍はフランス任せで自分たちは十分な犠牲を払わず、フランス側に犠牲が偏っていることを非難した。普段のカヴールが人前で見せる（演じている）快活な人物像は、これらの会談のときには全く見られなかったという。
7月11日にナポレオン３世とフランツ・ヨーゼフ1世はヴィッラフランカで会談した。会談では和約の条件として次のことが話し合われた。
- ロンバルディアをフランスに割譲し、フランスからサルデーニャ王国にロンバルディアを譲渡する。

- ロンバルド＝ヴェネト王国を構成していたヴェネツィアは、オーストリアの支配下に留まる。

- 中部イタリア諸国と、オーストリアの支配下にあるヴェネツィアでイタリア連邦を創設し、ローマ教皇をその長にする。

- カヴールの退陣を求める。（カヴールの退陣要求は協定書で明文化されなかった。）

この内容はプロンビエールの密約に反するものだった。サルデーニャ王国はオーストリアからロンバルディアを獲得するに留まり、ヴェネツィアを獲得できなくなった。またフランスは密約の履行違反のためサルデーニャ王国からサヴォワとニースを獲得できなくなった。
フランツ・ヨーゼフ1世との会談を終えると、ナポレオン3世はエマヌエーレ2世とナポレオン公の三者で会談した。フランス側で講和の協定書の下書きを作成し、ナポレオン公はそれを持ってフランツ・ヨーゼフ1世のもとへ向かった。エマヌエーレ2世は講和に異議を唱えたが押し切られ、「朕に関する限り（サルデーニャ王国に関係する事柄のみ）」承諾するとした。フランツ・ヨーゼフ1世の最終要求を携えてナポレオン公が帰還すると、フランス側とサルデーニャ側（この時は外交官ニーグラも立ち会った）との間で最終調整が行われた。

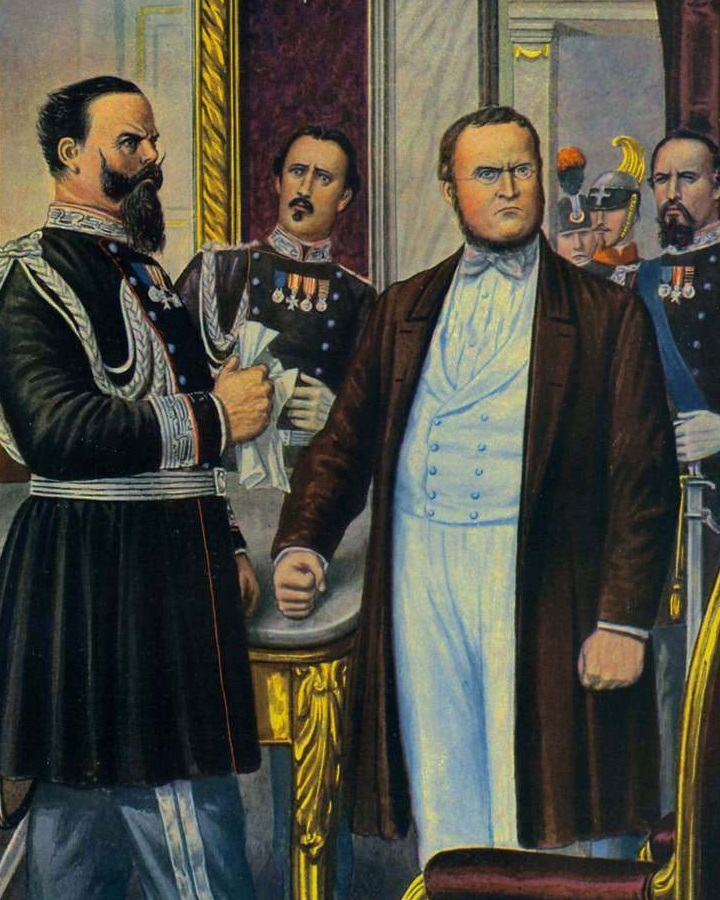
エマヌエーレ2世と対立するカヴール（タンクレディ・スカルペリ画）

国王エマヌエーレ2世はフランス側との最終協議を終えると、継戦を強硬に主張したために会談に出席できなかったカヴールと、モンツァンバーノで7月12日深夜1時（7月11日25時）に面会した。エマヌエーレ2世は葉巻をふかしながらカヴールと対峙した。エマヌエーレ2世は同席した外交官ニーグラに協定書をカヴールに手渡すよう指示し、それを受け取ったカヴールは書類に目を通した。協定書の内容を見たカヴールはそれに署名しようとしているエマヌエーレ2世に激怒し、協定書を机に叩きつけた上で「このような国恥的な協定を陛下が批准なさるおつもりなら、私は首相を辞任いたしますので陛下も退位なさるべきです」とエマヌエーレ2世に退位を迫った。エマヌエーレ2世は「退位するか否かは王である私が決めることだ」と反論した。カヴールは激怒し「あなたが国王？ この国の真の王はこの私だ！」とエマヌエーレ2世に叫んだ。エマヌエーレ2世も激怒し「お前が国王だと？ お前は無礼者以外の何者でもない」「ニーグラ、こいつを寝かしつけろ！」と言い返した。エマヌエーレ2世は一方的にカヴールとの会談を打ち切った。ちなみにカヴールとエマヌエーレ2世が衝突したときの会話の内容は証言の食い違いなどでいくつかのバリエーションが存在する。別のバーションでは休戦協定の内容を見たカヴールが激怒しエマヌエーレ2世に罵詈雑言を浴びせたため、エマヌエーレ2世がカヴールに対して「君は自分が王（最高権力者）だと勘違いしているようだ」とたしなめたところ、「私の方がイタリア民族の精神をよく知る者であり、私こそがイタリアの真の王だ！」とカヴールが叫んだ、というものがある。
カヴールは和約の成立を覆すのは難しい状況だったので、最終協議の前から首相を辞任する意向を表明していた。7月12日の朝にエマヌエーレ2世は協定書に署名した。カヴールは同日にモンツァンバーノを発って深夜にトリノに到着し、すぐに閣議を開きカヴール内閣の総辞職を正式に決定した。閣僚らにはカヴールが怒りで興奮しているように見えたという。エマヌエーレ2世はカヴールを引き留めるようなことはせず辞任を承諾し、軍人のラ・マルモラを新たな首相に任じた。カヴールは先にトリノに戻っていたが、7月15日にエマヌエーレ2世が戦場から祖国に戻るとカヴールは到着駅に出向いた。しかしエマヌエーレ2世はカヴールを無視した。
エマヌエーレ2世は「カヴールの辞任でどうにか丸く収まった。私も退位に追い込まれなくて良かった。」と語った。エマヌエーレ2世は目障りなカヴールから解放されたことを心底喜んだが、その喜ぶさまは「バカンスの小学生」のようだったという。
同年11月11日のチューリッヒ条約によって正式に戦争の終結が確認された。チューリッヒ講和会議にサルデーニャ王国の出席は認められなかった。

#### 中部イタリア諸国の併合

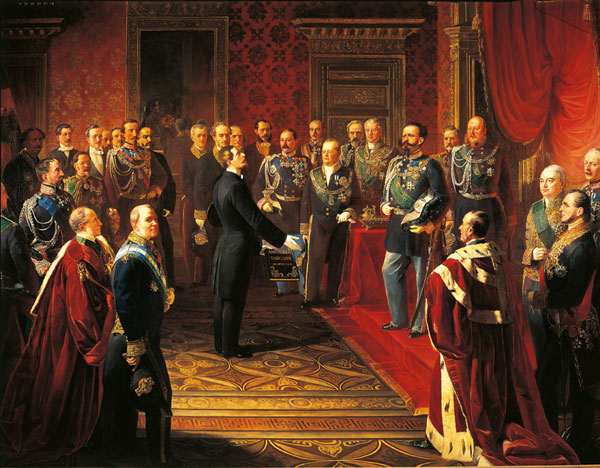
住民投票の結果をエマヌエーレ2世に上奏するベッティーノ・リカーゾリ

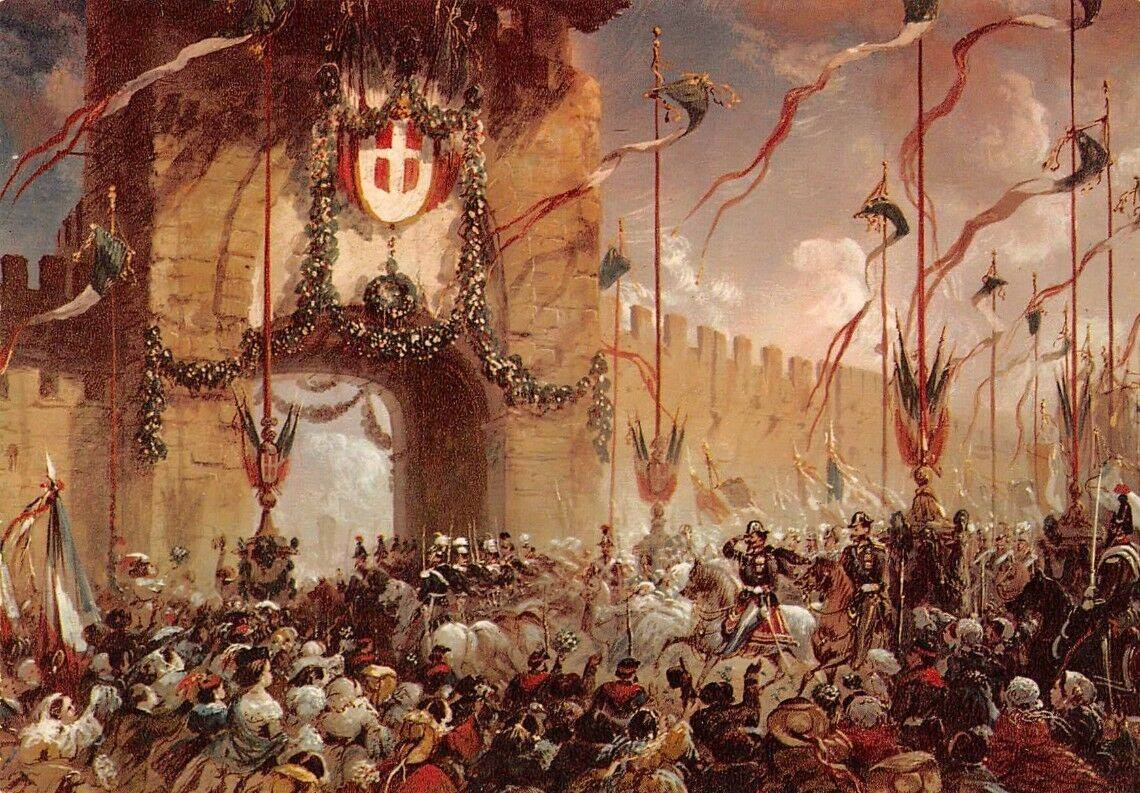
フィレンツェを訪れたヴィットーリオ・エマヌエーレ2世

カヴールが首相を辞任したあとのサルデーニャ王国の国政は混迷を極めた。ラ・マルモラはカヴールほどの巧みな政治手腕は持ち合わせておらず、エマヌエーレ2世の政治介入も政治混乱の要因になっていた。
中部イタリア諸国では民族主義が高揚し、それらの国を統治する君主が追われて親サルデーニャ王国的な政権が樹立された。中部イタリア諸政府はサルデーニャ王国との合併を望む意思を表明した。しかしオーストリアはそれを望まず、自国の支配下にあるヴェネツィアも加えて、ローマ教皇を長とする中部イタリア連邦を創設すべきだと主張した。このことはチューリッヒ条約でも定められたことだったので、ラ・マルモラ内閣は中部イタリア併合に躊躇した。
イギリスの首相に再登板したパーマストン（自由党）は、現状のイタリア地域での政局混乱を好ましからざる状況と考え、勢力均衡の観点からイタリアに外国から自立した国家が樹立されることを望んだ。それにはカヴールの再登板が必要だとして、駐サルデーニャ大使のジェームズ・ハドソンに、カヴールを再登板させるようエマヌエーレ2世に打診させた。
エマヌエーレ2世は政局混乱の収拾とカヴールの再登板を望む声に応えるため、1860年1月に不本意ながらカヴールを再度首相に任命した。カヴールはエマヌエーレ2世に謁見し、私以外にこの難局に対処できる者はいないと言ったが、エマヌエーレ2世は一度もカヴールの顔を見ようとしなかったという。カヴールは、前回の第二次カヴール内閣と同じく、首相のほか、外務大臣・内務大臣・陸軍大臣・海軍大臣を兼職し独裁的な権限を手にした。議会下院で強力な支持基盤を確立したカヴール政権後期はカヴール一強の様相になり、その絶大な影響力から、カヴール本人の自発的な辞職（もしくは本人の死去）によらなければカヴール内閣を退陣させることは困難になった。政府を支持しない議員勢力や政府支持勢力の議員からも、カヴール政権（後期）は「議会制独裁」だと呼ばれていた（ただしサヴォアとニースを割譲した時は一時的に権威が低下した）。
カヴールはチューリッヒ条約で定められたイタリア連邦の創設を無効化するため、1860年3月11日にサルデーニャ王国への併合の是非を問う住民投票を中部イタリアで実施させた。結果は併合承認が圧倒的多数で、サルデーニャ王国は中部イタリアを併合した。
ナポレオン3世は北イタリアに強大な統一国家が樹立されることを警戒し、サルデーニャ王国が中部イタリアを併合するにしても、併合はトスカーナを除いたパルマとモデナに限定すべきとサルデーニャ王国に打診した。先の対オーストリア戦でのフランスの翻意は、サルデーニャ王国が中部イタリアで版図を拡大し、ローマ教皇領を侵犯することを危惧した、フランス国内の保守的カトリック教徒世論への配慮でもあった。カヴールは中部イタリアの併合承認と引き換えに、サヴォワとニースをフランスへ割譲する提案を行い、フランスの譲歩を引き出そうとした。ナポレオン３世も世論に戦果をアピールするためには両地域のフランスへの併合が必要不可欠だと考えていた。双方の利害が一致し、併合承認と引き換えに1860年3月24日のトリノ条約でサヴォワとニースはフランスへ割譲された。しかしエマヌエーレ2世は両地域の割譲を好ましからざることだと考えていた。またサヴォアとニースをカヴールが自らフランスに割譲したことについて、イタリア統一運動に好意的なイギリスの自由党政権でさえも、サルデーニャ王国がフランスの属国に成り下がったのではないかと疑った。ナポレオン3世の動向を注視するイギリス政府は、サルデーニャ王国を警戒の目で見るようになった。
中部イタリアの併合を祝う式典が、エマヌエーレ2世とカヴールが出席の上で1860年4月16日にフィレンツェのピッティ宮殿で催された。エマヌエーレ2世は式典前にカヴールを呼び出し、カヴールのこれまでの多大な功績を讃えたが、一方で中部イタリアの併合承認と引き換えに、自国の領土、とりわけ文化がイタリアに近いニースをフランスに割譲したカヴールをなじった。カヴールは激怒し「死ね！そして地獄に落ちろ！」とエマヌエーレ2世に暴言を吐いた。式典を終えた翌日にカヴールは、自身の元にジュゼッペ・ガリバルディが近いうちに両シチリア王国への遠征を開始するという情報が届いておりそれに対処するためだとして、エマヌエーレ2世を残して自分は中部イタリアでの予定を早く切り上げてトリノに帰った。エマヌエーレ2世には「昨日の陛下がおっしゃられたような御言葉を聞けば、どんな大臣でも直ちに辞任いたします。しかし私はどこにでもいるような並の大臣ではなく、また王室とイタリアのために果たさなければならない義務がまだ多くありますので、私は職務に留まります。」との置手紙を残した。
サヴォワはフランス語圏だったがサルデーニャ王室（サヴォイア家）発祥の地だった。ニース（ニッツァ）はニース方言（ニサール語）が話されていたが文化はイタリア的だった。 サヴォワとニースのフランスへの割譲は、住民の民意に基づいて実現したものだと国際社会や割譲に反対する勢力にアピールするため、カヴールは割譲の是非を問う住民投票を4月中旬に実施させていたが、その結果は「有効票の99％はフランスに併合されることへの賛成票だった」と発表した。この選挙は不正選挙だったと考えられ、文化的にイタリアに近いニースでは割譲後にサルデーニャ王国への移民（ニサール移民）が急増している。
割譲されたサヴォワとニースは山がちな地域だった。ある意味ではサヴォワ・ニースと中部イタリアの領土交換のような面が存在したが、それを踏まえてもサルデーニャ王国の総人口は従来の約2倍の約1100万人に増加した。

### 千人隊（赤シャツ隊）の遠征

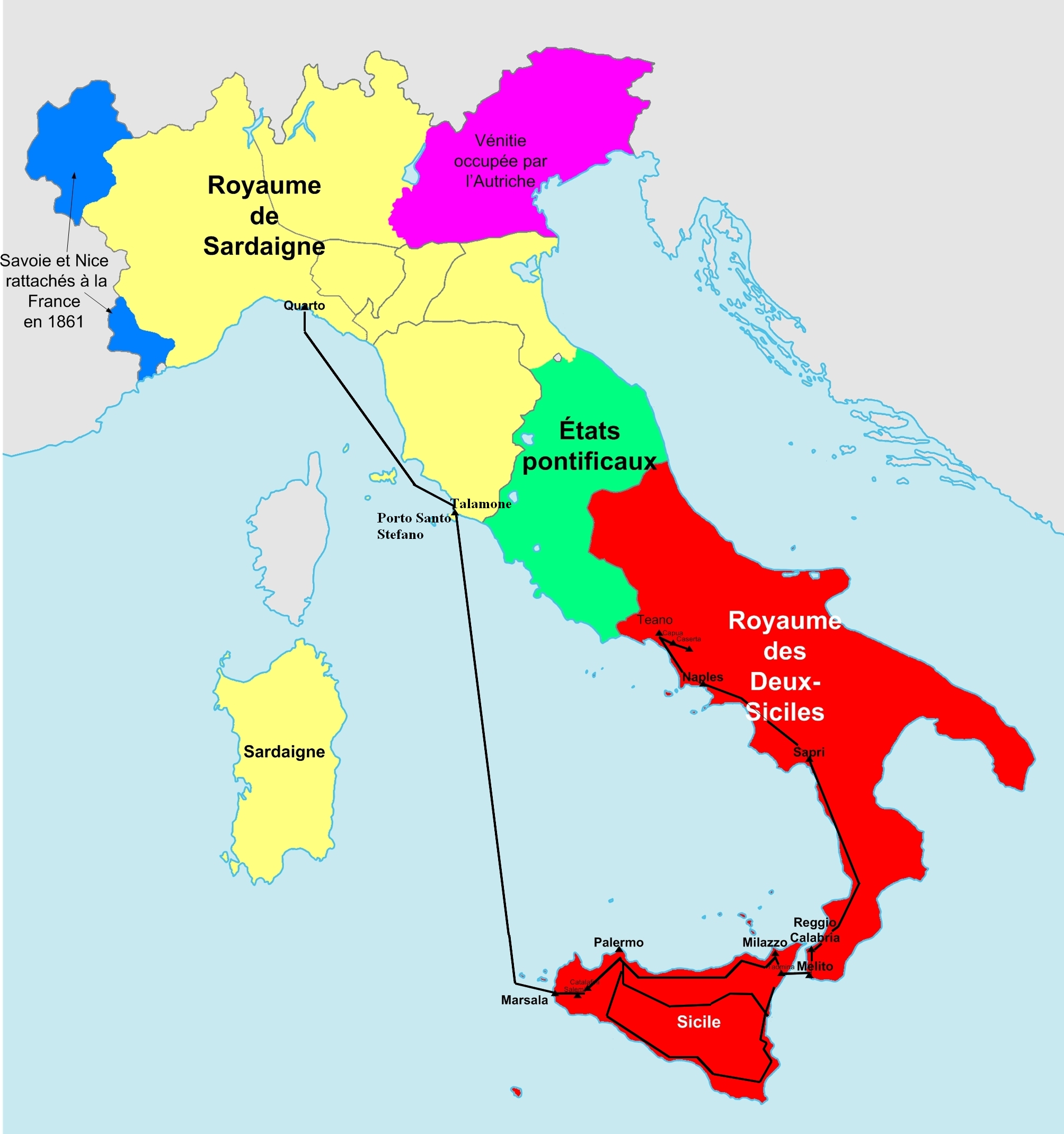
ガリバルディの遠征の経路

北中部イタリアで祖国の版図拡大を図っていたサルデーニャ王国宰相カミッロ・カヴールだったが、シチリア・南イタリア（今後注釈なき限り単に「南イタリア」と記載したときは、イタリア半島の南部のみを指しシチリアは含まない）を支配する両シチリア王国（シチリア・ブルボン朝）を併合したいとは考えていなかった。南イタリア・シチリアは経済的発展が立ち遅れており、併合すれば却って経済的負担になるとカヴールは考えた（歴史家のマックス・ガロはイタリア半島を足に例えて、両シチリア王国は壊疽した部分で併合すれば半島全体が不随になるものと呼んだ）。カヴールは、イタリア国民協会のダニエーレ・マニンのイタリア全土統一の構想を「馬鹿げたことだ。あの男はまだ夢から覚めないでいるのか。」と語った。このようにカヴールの領土拡大構想の中に両シチリア王国領は本来含まれていなかったが、ガリバルディ率いる千人隊の遠征によって、カヴールはイタリア全土の統一へ方針転換を迫られることになった。千人隊の遠征はカヴールにとっては悪夢だった。歴史家のアリゴ・ペタッコによれば、カヴールは両シチリア王国を別個の国のままにしておきたいという自分の望みとイタリア統一を両立させるために連邦制度の創設を思い付き、両シチリア王国を統治するフランチェスコ2世と秘密裏に交渉していたといい、千人隊の遠征が始まってからも両シチリア王国を残存させるため色々と手だてを打っていたが、結局それらは結実しなかったという。
ガリバルディは、カヴールが彼の故郷のニースをフランスに割譲したことに激怒した。また共和主義者だったが祖国のサルデーニャ王室（サヴォイア家）に崇敬の念を持っていたガリバルディは、カヴールが王女クロティルデを政争の具に利用したことにも嫌悪感を示した。ロザリオ・ロメーオはガリバルディを「君主制的人民主義者」と呼んでいる。ガリバルディは、カヴールのやり方とは異なる方法で、イタリア統一のための行動を開始した。このころ両シチリア王国では約7000人のスイス傭兵が全て本国に帰還する騒ぎがあった。1859年6月にローマ教皇ピウス9世はペルージャでの反乱の鎮圧のためスイス傭兵を差し向け弾圧した（ペルージャ虐殺）。この事件は自由主義者らからの批判を浴び、スイス人に対する批判や憎悪も生まれた。事態を重く見たスイス政府は自国民が外国の傭兵になることを禁止した。傭兵であるにも関わらず両シチリア王国の君主に対する篤い忠誠心に感心して、ナポリに駐在していたあるイギリス大使は「この国で頼りになる兵隊はスイス兵だけだ」と言ったが、彼らの帰国で両シチリア王国の国防力は大きく低下した。
ガリバルディは両シチリア王国を私兵で征服すると宣言し、義勇兵の募集と遠征費の募金を募った。ガリバルディの遠征は、シチリアの共和主義者（後に君主制容認派に転向）のフランチェスコ・クリスピによる遠征の要請に応えたものだった。ガリバルディは南米での活躍で既に英雄の名声を勝ち得ていた。そのためガリバルディの活動を政府が抑えこめば、イタリアの統一を望む民族主義者らの不満が政府に集中するのは明白だったので、カヴールはガリバルディの活動を黙認した。またサヴォワとニースの割譲でカヴール政権を批判する声がありカヴールは弱い立場にあった。治安当局がガリバルディ派の武器庫の一つを発見して差し押さえると、カヴールはガリバルディ派が不当に所持していたそれらの武器の押収に躊躇し、友人で閣僚のルイージ・ファリーニにその役割を担わせようとした。ファリーニは「高度に政治的な問題であるので首相名義で決定すべき」だとして拒否したので、カヴールは「内閣の閣議」に基づいて押収することにした。
1860年5月6日にガリバルディが指揮する義勇兵「千人隊」は、ジェノヴァのクワルトで二隻の船に分かれて乗り出港した。千人隊の初めの目標はシチリア島の征服だった。千人隊は5月11日にシチリア島のマルサーラに上陸した。ガリバルディは崇敬するヴィットーリオ・エマヌエーレ2世の名において独裁官の地位に就く、と宣言した（ガリバルディ政権）。ガリバルディは、7月にはシチリア島全土を支配下に置いた。シチリアを占領した千人隊の元に北イタリアから6000人以上の義勇兵がはせ参じた。ガリバルディは「千人隊」を「南部軍」に改称した。
カヴールは社会秩序を破壊する思想だとして共和主義を嫌悪していたが、千人隊の遠征で南イタリアに共和制国家が誕生することを嫌った。ガリバルディは「ヴィットーリオ・エマヌエーレ2世の名において」征服活動を行っていたが、民主主義者や共和主義者らを含む千人隊をガリバルディが統制できなくなる事態を警戒し、ガリバルディが征服事業をシチリアで中断することをカヴールは望んだ。カヴールはシチリアをサルデーニャ王国に即時併合するためイタリア国民協会のジュゼッペ・ラ・ファリーナをシチリアに送り込んだが、ガリバルディは、征服の完了までは併合に応じられないとしてラ・ファリーナをシチリアから放逐した。ガリバルディは、両シチリア王国・ローマ教皇領・ヴェネツィアを征服してサルデーニャ王に献上し、イタリア統一を達成させると宣言した。
先に述べたようにカヴールは両シチリア王国を併合することを望んでいなかったが、ガリバルディらからイタリア統一の主導権を奪還するためにイタリア全土の統一に方針を転換した。カヴールはガリバルディが指揮する南部軍が両シチリア王国を完全征服する前に、両シチリア王国に親サルデーニャ的政権を樹立する謀略を企て、両シチリア王国内でクーデターを起こさせようと試みたが失敗した。南イタリアにはクーデターの担い手になれるような組織化された自由主義勢力がそもそも存在しなかった。
このころ国王エマヌエーレ2世はガリバルディに宛てて内容の相反する、イタリア本土の征服の中止を求める手紙と、征服を継続することを黙認する（ガリバルディは自由に行動してよいという内容の）手紙の２通を送っている。征服の中止を求める手紙の方は政府見解（カヴールの意向）を代弁したものである。征服を継続することを黙認する手紙の方は1909年まで存在が確認されておらず、エマヌエーレ2世やガリバルディが口外することも日記に書き残すこともなかった。2通の手紙はカヴールの意図を踏まえた謀略だったともいわれるが、征服を継続することを黙認する手紙をエマヌエーレ2世が差し出したことをカヴールは知らなかったという見解も存在する。ガリバルディは遠征を継続する決断を下し、8月18日にシチリアを出港してメッシーナ海峡を渡り、南イタリアに上陸した。
南イタリアはシチリアと同じく保守的な地域だったが、熱心なキリスト教信者や、統治するブルボン朝へ崇敬の念を抱く住民が多いのが特徴だった。そのためガリバルディの征服に対して住民の反乱が頻発した。アブルッツォではガリバルディを支持する自由主義者らが農民によって虐殺された。9月7日にボニートでは2000人以上の農民らがデモ行進を行い、ブルボン家の旗を掲げ「フランチェスコ2世万歳！」「ガリバルディに死を！」と叫んだ。征服に直面したフランチェスコ2世はイタリア全土の自由主義勢力にアピールするため憲法を発布したが、南イタリアの農民らが憲法の破棄を主張し、ヴェナフロではイタリア統一を主張していた勢力が農民らに襲撃され多数の死傷者を出した。サルツァ・イルピーナでもブルボン朝の支持を表明する住民らのデモ行進が行われ、ガリバルディをかたどった人形が焼却された。かつてナポレオン・ボナパルトが指揮するフランス軍が南イタリアを侵略し、衛星国家パルテノペア共和国が樹立されたときも、枢機卿ファブリツィオ・ルッフォが熱心な信徒からなる軍勢を指揮してこれを打倒し、共和主義者らが大量かつ無差別に処刑されていた（1799年に処刑されたナポリの共和主義者のリスト）。
フランチェスコ2世は「ナポリを戦火に晒すのは忍びない」と言ってナポリを戦略的放棄し、残った軍勢を率いてガリバルディが指揮する南部軍との決戦に臨んだ。ガリバルディが指揮する南部軍は9月7日にナポリを無血占領した。ナポリの都市住民からは、ガリバルディは歓待を受けた。ナポリにはイタリア統一を望むマッツィーニら北イタリアの共和主義者や民主主義者らが多く集まっていた。

#### サルデーニャ軍の介入

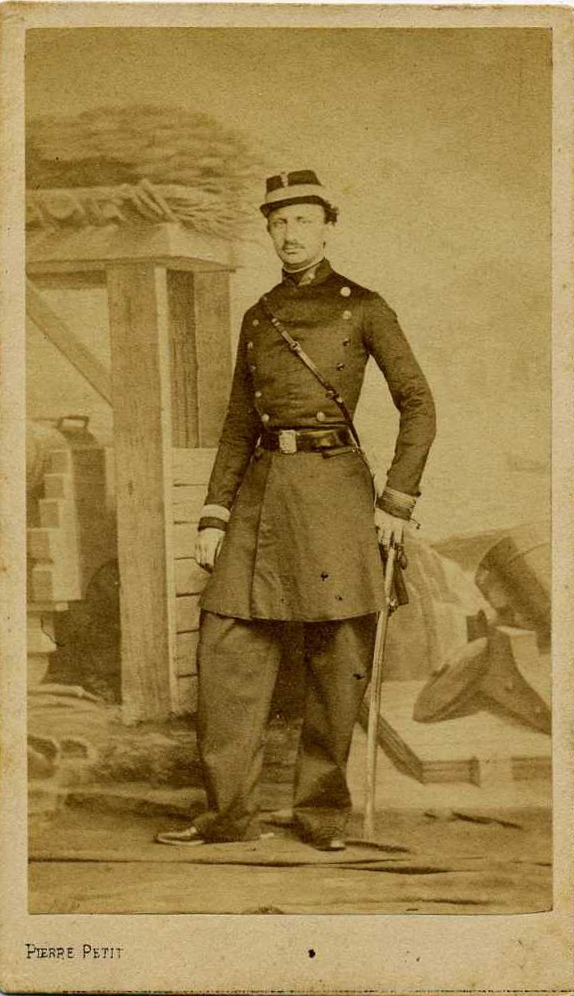
軍服に身を包んだフランチェスコ2世

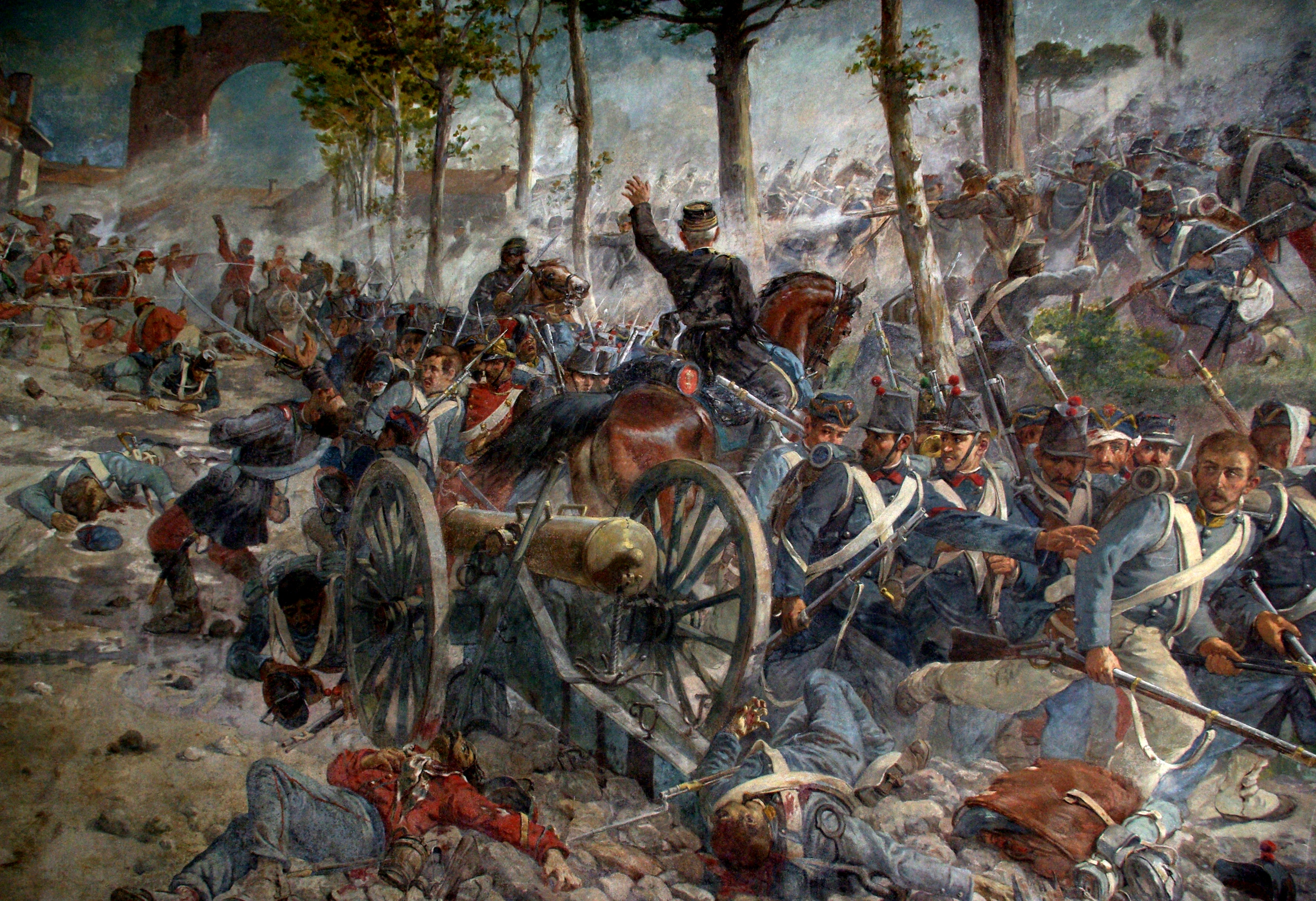
ヴォルトゥルノの戦いで南部軍と交戦するブルボン軍

南部軍が両シチリア王国全土を占領したのちローマへ侵攻すれば、ローマに駐屯するフランス軍との交戦が予想された。フランスとサルデーニャ王国の関係悪化を恐れたカヴールは直ちにガリバルディの征服事業を中断させる必要があると考え、サルデーニャ軍を南イタリアへ派兵する決断を下した。イタリア中部にあるローマ教皇領は、西はティレニア海から東はアドリア海に至る領土で、サルデーニャ王国と両シチリア王国はローマ教皇領を挟んで対峙し国境を接していなかった。そのためサルデーニャ軍は教皇領の東半分に当たるマルケとウンブリアを9月11日に通過（実質的には占領）した。
サルデーニャ軍の介入を嫌ったガリバルディは、国王エマヌエーレ2世にカヴールとその閣僚の更迭を書簡で要求した。しかしこの提案は拒絶された。カヴールが国王を傀儡のように操っていると考えたガリバルディは「イタリアの一部を売り渡し、民族的尊厳を損なう原因を作ったカヴールと和解することは絶対にない」と書簡で返事をした。なお国王エマヌエーレ2世当人は、内心ではガリバルディの英雄譚と忠臣ぶりに感心し、首相をカヴールからガリバルディに替えることを本気で考えていたという。
1860年10月1日に勃発したヴォルトゥルノの戦いでブルボン軍（両シチリア王国軍）と南部軍が交戦した。ブルボン軍は南部軍に大幅な打撃を与えたが、ブルボン軍も損害を受けた。フランチェスコ2世は翌日に南部軍と再戦することを躊躇し、南部軍を壊滅させる好機を逃した。ブルボン軍の青年将校らはフランチェスコ2世が再戦の決断を下せなかったことを悔しがっていたという。10月3日にヴィットーリオ・エマヌエーレ2世率いるサルデーニャ軍が南イタリアに到着した。中立の教皇領を侵犯して突如現れたサルデーニャ軍に背後を突かれ挟撃される形になったブルボン軍は最後の望みに賭けてガエータ要塞に籠城した。
カヴールは、南イタリア・シチリア（両シチリア王国の領土）のサルデーニャ王国の併合の是非を問う住民投票を10月21日に実施すると布告した。カヴールは議会で住民投票の目的を「専制主義や、クロムウェルの独裁的な手中にも陥らせないため」だと述べた。カヴールはガリバルディの統治を、イギリスの独裁者クロムウェルになぞらえて批判した。カヴールの住民投票の布告を受けて、ガリバルディはどのようにカヴールに対抗したらよいかわからず右往左往していた。あるイギリス人義勇兵は「ガリバルディは戦場では第一級の戦士だが、政治に関しては子どもだ」と評した。
実施された住民投票の内容は「人民は、ヴィットーリオ・エマヌエーレとその正統な後継者による不可分なイタリアを欲するか否か」に賛否を表明するという形式だった。住民投票の結果は併合賛成票が圧倒的多数だったとサルデーニャ王国は発表し、南イタリア・シチリアはサルデーニャ王国に併合された。有効投票数の99％が併合への賛成票だったと発表されたが不正選挙だったと考えられており、この住民投票は無記名投票だったので大規模な不正が可能だった。小説『山猫』では反対票が１票もなかったとされた地区で、登場人物が「自分は反対票を投じたはずだ」と抗議するシーンがある。

#### テアーノの会見とイタリア王国の成立
1860年10月26日の朝に国王エマヌエーレ2世とガリバルディはテアーノで会見した。双方とも騎乗したまま握手を交わした。

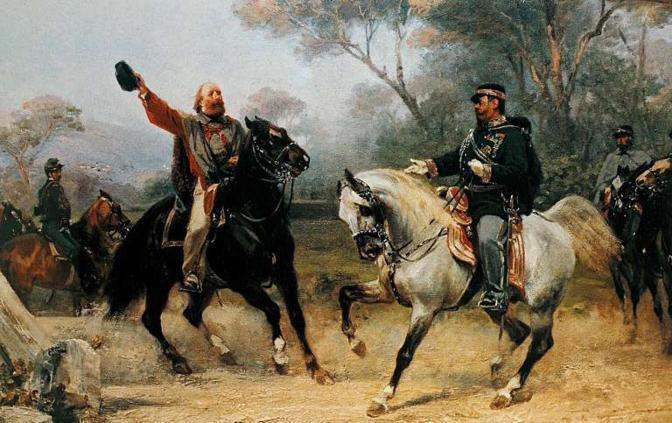
テアーノの会見

テアーノの会見は、ガリバルディが国王に征服した領土を進んで献上したという美談として語られている。しかし実際の会見は冷淡なもので、エマヌエーレ2世はガリバルディに国軍に従うよう手短に命じただけであり、サルデーニャ軍の将校たちは民間の一義勇軍に過ぎないとしてガリバルディを見下していた。ガリバルディがエマヌエーレ2世に征服した領土を「献上」したのは、ただ住民投票の結果に従っただけに過ぎず、ガリバルディの本意ではなかった。ガリバルディは旧両シチリア王国領の統治権を1年間認めてくれるよう懇願したが、拒絶された。このことはカヴールの政治的勝利とガリバルディの政治的敗北を意味した。ガリバルディはサルデーニャ海軍のカルロ・ペルサーノ提督に「奴（カヴール）は人間をまるでオレンジのように扱う。最後の一滴まで汁を搾り取り、残りかすは隅に投げ捨てるという訳だ。」と語った。
ブルボン軍はガエータ要塞に籠城し抗戦を続けていたが、1861年2月13日にフランチェスコ2世国王夫妻はサルデーニャ軍に降伏した。フランチェスコ2世国王夫妻はローマ教皇領へ退去した。
両シチリア王国の併合が事実上完了したので、ガリバルディ率いる南部軍の処遇が問題になった。南部軍をサルデーニャ正規軍に編入するようガリバルディはカヴールに求めたが、南部軍には過激な共和主義者や民族主義者が多く含まれていたので、彼らが国軍内に入り込むことを嫌い、カヴールは正規軍への編入を拒絶した。1861年1月16日に南部軍は解散が宣言された。南部軍の解散式にエマヌエーレ2世は出席すると言っていたが、結局エマヌエーレ2世は解散式に出席しなかった。　
1861年3月14日にヴィットーリオ・エマヌエーレ2世は「神の御加護と人民の意志によるイタリア国王」に就くと宣誓し、3月17日に公布され イタリア王国が成立した。未だ不完全ではあったがローマ帝国やランゴバルド王国の衰亡以来約1300年ぶりにイタリア半島全域を統治する国が再興された。

### カヴールの死

晩年のカヴール（1861年）

カヴールは1861年5月末に病に倒れた。カヴールはマラリアの症状と見られる高熱に襲われせん妄の症状も現れた。カヴールは医師の診察を受け瀉血治療が試みられたが症状は改善しなかった（カヴールと主治医は脳うっ血による症状だと考えていた）。カヴールは支離滅裂なことを叫んでいたが、その内容から、これまでの記憶を幻覚として走馬灯のように見ているのだろうと推測された。
カヴール危篤の報を受け6月5日の夜に、エマヌエーレ2世と、エマヌエーレ2世の主治医アレッサンドロ・リベーリがカヴールの元を訪れた。リベーリ医師も新たな治療法を提示することはできなかった。カヴールはエマヌエーレ2世に「陛下、フランスからのイタリア王国の建国を承認する書簡は届きましたか？」と質問した。エマヌエーレ2世は「まだ届いていない」と答えた。カヴールとエマヌエーレ2世は、しばし時を過ごし、帰り際にエマヌエーレ2世はカヴールと握手を交わし、「また明日、君の見舞いに訪れるつもりだ」とカヴールに伝えた。しかしカヴールは「いえ陛下、私が明日陛下のお目にかかることは叶わないでしょう」と答えた。エマヌエーレ2世はリベーリ医師に「（腕部で瀉血できないがために脳うっ血を治せないなら）頸部から瀉血を行うか、耳の後ろからヒルに血を吸わせるのはどうだ？」と言った。カヴールの脈を測定したリベーリ医師は、脈は相当弱くなっており生命の危険があるとして、エマヌエーレ2世の提案する新たな瀉血治療は行うべきではないとした。カヴールは翌6日朝7時頃息を引き取った。50歳だった。
カヴールを嫌っていたエマヌエーレ2世は、勉学に差し障るとして、エマヌエーレ2世の子息らにカヴールの国葬に出席することを禁じた。カヴールの死から数週間後にエマヌエーレ2世はジェームズ・ハドソンに対して「カヴールがいない方が、より少ない苦労で同じ目標（イタリア統一）を達成でき、欧州全体を警戒させることもなかったのではないか」と語った。

### ヴェネツィア奪還とローマ遷都

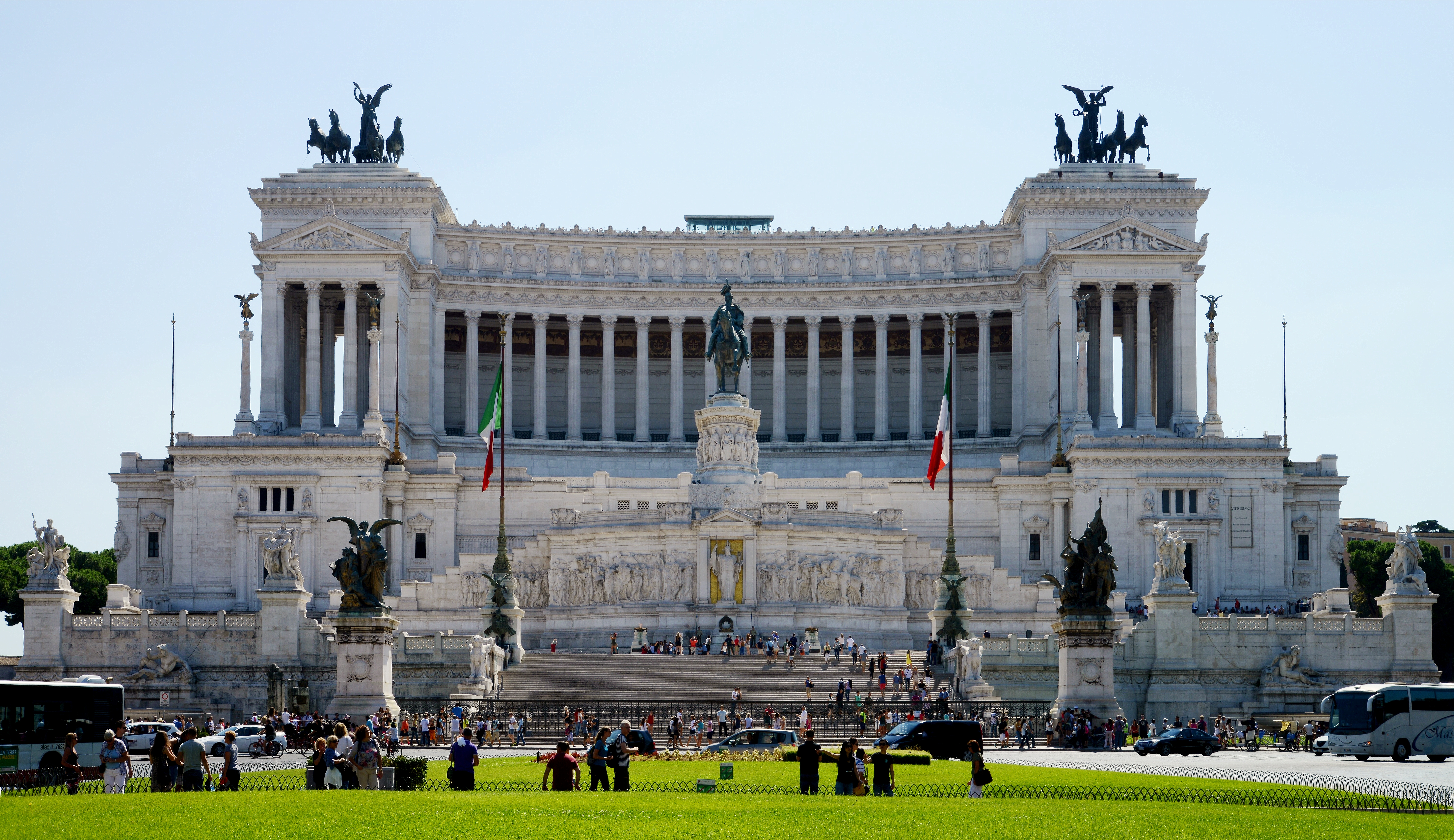
ヴィットーリオ・エマヌエーレ2世記念堂

イタリア王国成立後も、オーストリア支配下にとどまったヴェネトや南チロルなどの領域（未回収のイタリア）の統合を求めたイレデンティズモ（Irredentismo、民族統一主義）が掲げられ、統一戦争の継続が模索された。1866年、プロイセンが南ドイツからのハプスブルク家放逐を目論んで普墺戦争を開始すると、イタリア王国はプロイセンと同盟（伊普同盟）を結んでオーストリアとの戦端を開いた（第三次イタリア独立戦争）。これは、サルデーニャ軍を中心に両シチリア軍、中部諸侯軍、教皇軍を統合して新たに結成されたイタリア王国軍の最初の戦争であった。
結論から言えば、統合から数年後に過ぎない状況下では王国軍の整理統合は十分に進んでおらず、特に指揮官階層がサルデーニャ王国軍出身者で独占される状況は軍内に多大な不和を招いた。「サルデーニャ閥」の筆頭であったサルデーニャ王国軍の元総司令官アルフォンソ・フェレッロ・ラ・マルモラ元帥は、12万名からなるミンキオ方面軍（Italian Mincio Army）を率いてヴェネトへ進軍した。緒戦は順調にヴェネツィア目前まで攻め進み、迎え撃つアルブレヒト大公指揮のオーストリア南部軍7万名と、因縁の地クストッツァで再戦した（第二次クストッツァの戦い）。ミンキオ方面軍は足並みが揃わず、致命的でこそなかったものの敗北を喫する結果に終った（伊側損害8147名、墺側損害5650名）。同時期に行われたリッサ海戦でも海軍が手痛い敗北を味わっており、エマヌエーレ2世は軍の統合が進んでいないことを痛感することとなった。
唯一、ガリバルディが招集したアルプス猟兵隊のみがベッツェッカの戦いで勝利を収め、トレントに向けて進軍していた。しかし、クストッツァとリッサの敗戦により戦線の立て直しが必要となったため、エマヌエーレ2世はガリバルディに撤退を命じた。戦争はプロイセンの攻勢によりオーストリアが降伏し、イタリアは戦勝国に収まったため、ヴェネトはイタリアに割譲されることとなった。エマヌエーレ2世とガリバルディの微妙な不和は続き、ローマ遷都を共に切望しながらも、諸外国の情勢から動かなかったエマヌエーレ2世に対して、ガリバルディは個人的義憤としてローマ占領を計画した。エマヌエーレ2世はガリバルディと彼の部隊に武装解除を求め、ガリバルディがこれに従うと丁重に根拠地へと送り返した。
1870年、プロイセンはフランスと戦争を開始し（普仏戦争）、教皇の後ろ盾となっていたフランスはその地位を喪失した。慎重に時期をうかがっていたイタリア政府はローマ占領を実行に移し、これでヴェネト・ローマ併合という目標を達成して、統一事業に区切りをつけた。1871年7月2日、クィンナーレ宮を新たなサヴォイア家の王宮として接収し、これをもって王都はフィレンツェからローマへと遷都された。

### 晩年
教皇ピウス9世は、国王に対する破門のみは死の直前に取り消すと約束していたので、エマヌエーレ2世の危篤に際して、教皇は秘跡を与えるため高位聖職者を遣わした。しかし長年の対立で教皇への不信感を強めたエマヌエーレ2世はこの聖職者から秘跡を受けることを拒み、自ら選定した聖職者から秘跡を受け、死に臨んだ。1878年、エマヌエーレ2世は57歳で波乱の人生に幕を下ろした。遺骸は古代ローマ時代の多神教信仰における中心地であったローマ市内のパンテオン（万神殿）に埋葬された。
万神殿への埋葬はローマ・カトリック教会との対立から、1148年に崩御したアメデーオ3世の時代から伝統的にサヴォイア家が埋葬地としてきたオートコンブ修道院への正式な埋葬が行えなかった事に対し、王子ウンベルト1世が発案した父王への計らいであった。しかし結果としてヤハウェやイエスの下に葬られた歴代当主と異なり、破門された異端者であるエマヌエーレ2世はそれらと同格の神として盛大な式典によって葬られたのである。リソルジメントが神話化される過程で民衆の間でもエマヌエーレ2世の墓所を参拝するなど民間信仰化の動きも見られた。
1911年、ローマ中心部にエマヌエーレ2世を祭る聖堂（ヴィットーリオ・エマヌエーレ2世記念堂、アルターレ・デッラ・パトリア）が建設され、エマヌエーレ2世にはdella Patria（国父）の称号が追贈された。

## 一族

### 祖先
- 曽祖父
  - 父系：ルイージ・ヴィットーリオ（カリニャーノ公）
  - 母系：レオポルト2世（神聖ローマ皇帝）
  - 母系：フェルディナンド1世（両シチリア国王）
- 祖父
  - 父方：カルロ・エマヌエーレ（カリニャーノ公）
  - 母方：フェルディナンド3世（トスカーナ大公）
- 父：カルロ・アルベルト（カリニャーノ公、サルデーニャ国王）
- 母：マリア・テレーザ（トスカーナ大公女）
- 弟：フェルディナンド・アルベルト・アメデーオ（ジェノヴァ公爵）

### 子女

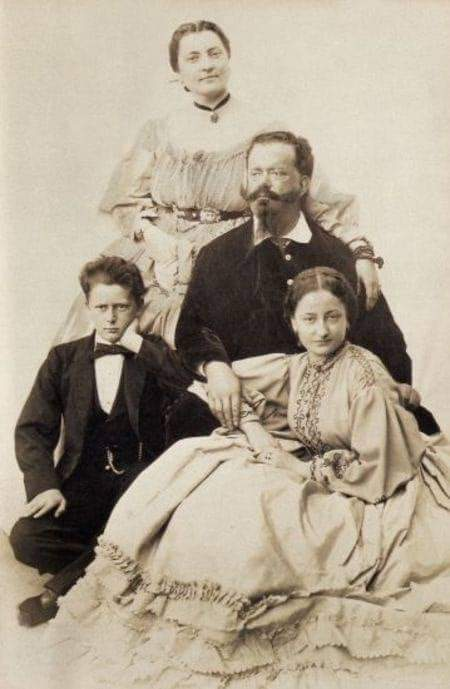
エマヌエーレ2世と愛人ローザ・ヴェルチェッラーナ、その子どもたち

1842年、ハプスブルク家のライナー・ヨーゼフ（ラニエーリ）大公（神聖ローマ皇帝レオポルト2世の子）の末子で従妹に当たるマリーア・アデライデと結婚し、8子をもうけた。
- 長男 ウンベルト（Umberto, 1844年 - 1900年） - イタリア国王
- 次男 アメデーオ（Amedeo, 1845年 - 1890年） - スペイン国王、アオスタ公爵
- 三男 オッドーネ（Oddone Eugenio Maria, 1846年 - 1866年） - モンフェッラート公
- 四男 カルロ・アルベルト（Carlo Alberto, 1851年 - 1854年） - シャブレ公爵
- 五男 ヴィットーリオ・エマヌエーレ（Vittorio Emanuele, 1852年） - 幼児期に病没
- 六男 ヴィットーリオ・エマヌエーレ（Vittorio Emanuele, 1855年） - ジェノヴァ伯爵
- 長女 マリーア・クロティルデ（Maria Clotilde, 1843年 - 1911年） - ナポレオン公ジョゼフ・シャルル・ポール妃
- 次女 マリーア・ピア（Maria Pia, 1847年 - 1911年） - ポルトガル国王ルイス1世妃

好色家のエマヌエーレ2世は多くの愛人や浮気相手を抱えていたが、正妻マリーア・アデライデの存命中から鼓笛兵の娘ローザ・ヴェルチェッラーナ（ベーラ・ロジーナとも呼ばれる）と愛人関係にあり、２人の子どもを設けた。正妻マリーア・アデライデの没後に、エマヌエーレ2世がローザ・ヴェルチェッラーナに正妻の地位を与えようとしたが、貴賤結婚でありサルデーニャ王室の威信に傷がつくとカミッロ・カヴールは強く反対した。1860年1月にカヴールを再び首相に任命したときに、エマヌエーレ2世はローザ・ヴェルチェッラーナの件に今後一切口出ししないことをカヴールに約束させている。
ローザ・ヴェルチェッラーナとの間の子。
- 私生児 ヴィットーリア（イタリア語版）（1848年 - 1905年）
- 私生児 エマヌエーレ・アルベルト（イタリア語版）（1851年 - 1894年） - ミラフィオーリ・フォンタナフレッダ伯爵

他に何人もの妾を抱えていたとされており、落胤を自称する者が絶えなかったという。

## 肖像画など
- トランクイッロ・クレモナ作、トリノ歴史美術館所蔵
- バニティ・フェアに掲載されたヴィットーリオ・エマヌエーレ2世の戯画